# 이경선 (독립운동가)
이경선(李景仙, 1914년 5월 14일~?)은 한국의 독립운동가이다.

## 생애
1931년 10월, 독서회를 조직해 활동하다가 1933년 1월경 체포된 후 2월 21일 석방되었다.
1933년 6월부터 이재유(李載裕) 사회주의 그룹에 참여하여 여자중등학교 책임을 맡았으며, 조선공산당 재건 등을 위해 활동했다.

## 참고 자료
- 佐々木春隆「韓国独立運動の研究」 国書刊行会 2012年
- 小野容照「朝鮮独立運動と東アジア 1910-1925」 思文閣出版 2013年
- 「アジア人物史 10」 集英社 2023年